# Giant for a Day!
Giant for a Day! – dziesiąty album studyjny grupy Gentle Giant z 1978 roku.

## Lista utworów
Źródło. Wszystkie utwory skomponowali Kerry Minnear, Derek Shulman, Ray Shulman, z wyjątkiem:
Strona A
| 1. | "Words From The Wise"               | 4:11  |
|    |                                     |       |
| 2. | "Thank You"                         | 4:45  |
|    |                                     |       |
| 3. | "Giant For A Day"                   | 3:48  |
|    |                                     |       |
| 4. | "Spooky Boogie"                     | 2:52  |
|    |                                     |       |
| 5. | "Take Me" (D. Shulman, J. Weathers) | 3:34  |
|    |                                     |       |
|    |                                     | 19:10 |
|    |                                     |       |
Strona B
| 1. | "Little Brown Bag"      | 3:24  |
|    |                         |       |
| 2. | "Friends" (J. Weathers) | 1:58  |
|    |                         |       |
| 3. | "No Stranger"           | 2:28  |
|    |                         |       |
| 4. | "It's Only Goodbye"     | 4:15  |
|    |                         |       |
| 5. | "Rock Climber"          | 3:52  |
|    |                         |       |
|    |                         | 15:57 |
|    |                         |       |

## Skład
Źródło.
- Gary Green – gitara (1, 2, 4, 5, 9), gitary (3, 6, 8, 10), gitara slide (2), gitara akustyczna (2, 7), chórki
- Kerry Minnear – fortepian (4-6, 9, 10), fortepian elektyczny (1, 4, 5, 8, 10), minimoog (3-5), organy hammonda (2), klawinet (1), syntezator (4), ksylofon (4), gitara basowa (2, 7), chórki, śpiew (1)
- Derek Shulman – śpiew
- Ray Shulman – gitara basowa (1, 3-6, 8-10), gitara 12-strunowa (2, 7), chórki
- John Weathers – perkusja (1-6, 8-10), tamburyn (1, 5), shaker (4), cowbell (10), chórki, śpiew (7)